# Fàbrica al carrer Agres 8 d'Alcoi
La fàbrica al carrer Agres número 8, situada a Alcoi (l'Alcoià), País Valencià, és un edifici industrial d'estil modernista valencià construït entre els anys 1904 i 1913, que va ser projectada per l'arquitecte Vicent Pascual Pastor i l'enginyer José Cort Merita.
La fàbrica era un taller de fosa de l'empresa alcoiana "El Vulcano". Constitueix la primera mostra de nau industrial dins de la ciutat, que posteriorment es adoptaria per a la resta de fàbriques i construccions de tipus industrial d'estil modernista. La façana és de pedra amb finestres estretes i té un frontó singular.
L'edifici es va rehabilitar per iniciativa privada de José Luis Esteve Ponsoda en 1984 conservant tota la façana, els forjats, pilars i diferents elements originals de l'època. En l'actualitat alberga un gimnàs.